# Lubatówka (struga)
Lubatówka – struga, lewobrzeżny dopływ Wisłoka o długości 28,62 km i powierzchni zlewni 89 km².
Struga płynie w Beskidzie Niskim i na terenie Dołów Jasielsko-Sanockich. Jej źródła znajdują się na wysokości ok. 600 m n.p.m. na północno-wschodnich stokach Popowej Polany. Spływa generalnie w kierunku północnym. Przepływa przez Lubatową, po czym przecina pas Wzgórz Rymanowskich między Przedziwną i Winiarską Górą na wschodzie a Zygmuntówką i Płońską na zachodzie. Poniżej Lubatówki wypływa na teren Dołów Jasielsko-Sanockich. Płynie przez Rogi, wykonuje łuk ku wschodowi w rejonie Miejsca Piastowego, kolejny łuk ku zachodowi w Głowience, po czym w Krośnie, tuż poniżej Starego Miasta wpada do Wisłoka.
Koryto kręte, w środkowym biegu miejscami meandrujące. Tok, poza końcowym odcinkiem na terenie Krosna, nieuregulowany. Najważniejsze dopływy strugi to: Iwonicki Potok (Iwonka), Badoń, Rogówka, Równianka, Olszyna i Kochanówka.
W dorzeczu Lubatówki eksploatowane są zasoby leczniczych podziemnych wód mineralnych.